# Andrés Silvera
Néstor Andrés Silvera, mais conhecido como Andrés Silvera (Comodoro Rivadavia, 14 de março de 1977), é um futebolista argentino que atua como atacante. Atualmente, joga pelo Independiente.

## Títulos
Independiente
- Torneio Apertura: 2002
- Copa Sul-Americana de 2010: 2010

San Lorenzo
- Torneio Clausura: 2007

## Distinções individuais
- Goleador do Torneio Apertura: 2002
- Goleador da Primeira Divisão Mexicana: 2004